# Badesee Weißlahn
Der Badesee Weißlahn ist ein künstlich angelegter See im Ortsteil Weißlahn der Gemeinde Terfens im Tiroler Unterinntal.

## Beschreibung
Der See befindet sich unmittelbar nördlich der Bahnstrecke Kufstein–Innsbruck. Er erstreckt sich bei zunehmender Breite in west-östlicher Richtung über etwa 250 Meter. Im östlichen Teil ragt eine kleine, mit Bäumen bestandene Insel aus dem See. Nordöstlich des Sees befindet sich ein Teich, mit dem der See durch ein Rohr verbunden ist. Dieser Teich geht gegen Osten hin in ein Feuchtgebiet über, das unter anderem von Ringelnattern bewohnt wird. Im Nahbereich des Sees befinden sich einige Freizeitanlagen wie im Sommer gebührenpflichtige Liegewiesen, ein Kiosk, Tennis- und Beachvolleyballplätze sowie Gasthäuser.

## Wasserqualität
Der See befindet sich in einem intensiv landwirtschaftlich genutzten Gebiet. Daraus resultieren ein hoher Nährstoffgehalt, das Wachstum von Schwebalgen und eine relativ geringe Sichttiefe bis zu maximal zwei Metern. Die Wasserqualität wird seit dem Jahr 1997 zwischen „annehmbar“ und „gut“ schwankend eingestuft.